# Alberto Lozano Platonoff
Alberto Lozano Platonoff (ur. 16 kwietnia 1968 w Meksyku) – profesor Uniwersytetu Szczecińskiego.

## Życiorys
Posiada obywatelstwo meksykańskie i polskie. W Meksyku ukończył studia inżynierskie na Universidad Panamericana. uprawiał wspinaczkę, zdobył między innymi Popocatepetl i Iztatzihuatl. W 1995 r. przeprowadził się do Polski, do 1998 r. mieszkał w Krakowie a następnie w Szczecinie do dziś.
W 2000 roku uzyskał stopień doktora nauk technicznych w zakresie górnictwa i geologii inżynierskiej, specjalność: organizacja i ekonomika górnicza AGH w Krakowie. Od 2004 roku posiada stopień naukowy doktora habilitowanego i zajmuje stanowisko profesora Uniwersytetu Szczecińskiego.
Alberto Lozano Platonoff jest profesorem Wydziału Ekonomii, Finansów i Zarządzania Uniwersytetu Szczecińskiego. Prowadzi badania i zajęcia głównie w obszarze Zarządzania Strategicznego oraz Przywództwa. Od 2006 roku prowadzi zajęcia na studiach MBA w Akademii Leona Koźmińskiego w Warszawie oraz na Pomorskim Uniwersytecie Medycznym. Współtworzył dwanaście projektów badawczych w zakresie: sprawności funkcjonowania przedsiębiorstw, innowacyjności, konkurencyjności i współpracy. W każdym projekcie uczestniczyło od 120 do 685 przedsiębiorców.
W okresie 2005–2006 pełnił funkcję etatowego doradcy ministra finansów, a w 2007 doradcy sekretarza stanu w KPRM Teresy Lubińskiej. Zajmował się m.in. przygotowaniem do wdrożenia ogólnopolskiego programu rządowego Call for leaders – Wędka Technologiczna (późniejsza Inicjatywa Technologiczna), mającego na celu wspieranie przedsięwzięć innowacyjnych i zacieśnianie współpracy środowisk badaczy i biznesu przy realizacji konkretnych projektów.
W 2005 roku Alberto Lozano Platonoff założył szczecińską spółkę Copernicus, innowacyjną firmę specjalizującą się w projektowaniu i wytwarzaniu systemów do iniekcji podskórnej leków (tzw. wstrzykiwaczy). Sprzedaż produktów Spółki odbywa się w formule B2B, zaś jej klientami są koncerny farmaceutyczne, które kupują produkty Spółki w celu umożliwienia pacjentom podskórnego podania leku w bezpieczny i wygodny sposób. Firma posiada kilkadziesiąt patentów krajowych i zagranicznych, które spełniają oczekiwania światowych liderów w branży farmaceutycznej.  Firma jest uznana przez WIPO oraz Urząd Patentowy Rzeczypospolitej Polskiej za 1 z 3 najbardziej innowacyjnych przedsiębiorstw w Polsce w branży farmaceutyczno-medycznej.  W 2020 r. roku Alberto sprzedał firmę do francuskiego koncernu Nemera i do 2023 r. pełnił funkcję prezesa Nemera Szczecin.
W 2023 r. Alberto założył nową firmę whitesky.cloud Poland. Firma z powodzeniem dostarcza nowoczesne rozwiązania chmurowe, obsługując klientów w Europie, Amerykach oraz Afryce. Whitesky.cloud Poland jest zaufanym partnerem dla wielu organizacji z różnych branż, takich jak telekomunikacja, technologiczne, nowoczesne produkcje, dostawcy usług IT, e-commerce, opieka zdrowotna, bezpieczeństwo oraz bankowość.
Alberto jest również Aniołem Biznesu wspierającym wzrost i rozwój regionalnych firm, inwestując w niektórych z nich.
Profesor Alberto Lozano jest członkiem Rady Uczelni Pomorskiego Uniwersytetu Medycznego, Rady Powierniczej Akademii Leona Koźmińskiego, Rady Gospodarczej Prezydenta Szczecina oraz Kapituły programu Szczecin-up (miejski program wspierające start-up'y). Prof. Lozano był współzałożycielem i prezesem zarządu Fundacji Forum Gryf - niezależnej organizacji doradczej, zrzeszającej liderów z województwa zachodniopomorskiego w celu osiągnięcia rozwoju regionalnego (ekonomicznego, kulturalnego, społecznego itp.).
Za swoje dokonania otrzymał w 2023 roku wyróżnienie w kategorii Osobowość Biznesu, przyznawane przez redakcję Świata Biznesu.

## Publikacje
Jako autor i współautor opublikował ponad 70 prac polsko- i anglojęzycznych z zakresu zarządzania.
- Zarządzanie dynamiczne – Nowe podejście do zarządzania przedsiębiorstwem, Wyd. Centrum Doradztwa i Informacji Difin Sp. z o.o., Warszawa 2009, 120 str. ISBN 978-83-7641-079-1